# Lachnum schoenoplecti
Lachnum schoenoplecti är en svampart som tillhör divisionen sporsäcksvampar, och som beskrevs av Ain (G.) Raitviir. Lachnum schoenoplecti ingår i släktet Lachnum, och familjen Hyaloscyphaceae. Arten är reproducerande i Sverige.